# Руда Магерівська
Руда Магерівська — неіснуюче село на території Жовківського району Львівської області.

## Історія
У «Географічному словнику Королівства Польського та інших земель слов'янських» подається наступний опис Руди Магерівської:
|  | Руда Магерівська (пол. Ruda Magierowska) — загальна назва території гмін: Лаврикова, Окопів, Погариська і Замку у Рава-Руському повіті |

.